# Qanats de Gonabad
Os Qanats de Gonabade (em persa: قنات قصبه گناباد), também chamados Kariz Caicosroes (por sua construção ter sido ordenada  pelo lendário rei da dinastia caiânida), estão entre os maiores e mais antigos qanats do mundo, tendo sido construídos entre 700 e 500 a.C.. Estão localizado em Gonabade, província de Coração Razavi, no Irã e contém 427 poços de água com um comprimento total de 33,113 metros. Este local foi adicionado pela primeira vez à lista da Unesco de locais provisórios do Patrimônio Mundial em 2007, depois oficialmente inscrito em 2016, com vários outros qanats sob o nome de Patrimônio Mundial "O Qanat Persa".

## Período persa
De acordo com Calístenes, os persas usavam relógios de água em 328 a.C. para assegurar uma distribuição justa e exata da água dos qanats aos seus camponeses para a irrigação agrícola. O uso de relógios de água no Irã, especialmente nos qanats de Gonabade e no Cariz Zibade, remonta a 500 a.C. Mais tarde, eles também foram usados para determinar os dias sagrados exatos das religiões pré-islâmicas, como o Noruz (ano novo persa, que se comemora no equinócio de primavera.) e o  Chelá ou Ialda (o Solstício de Inverno no hemisfério Norte). O relógio de água, ou Fenjaã, foi um dispositivo de cronometragem mais preciso e comumente usado para calcular a quantidade ou o tempo que um agricultor poderia utilizar a água de qanats de Gonabade até que fosse substituído por relógios atuais mais precisos.
Nácer Cosroes (1003–1077) em seu livro Safarnama descreveu os qanats de Gonabade como o Kariz Caicosroes, pois, de acordo com Cosroes, teriam sido escavados por ordem de Caicosroes, que alguns estudiosos acreditam ser Ciro II De acordo com uma inscrição deixada por Sargão II, o rei da Assíria, em 714 a.C. invadiu a cidade de Ulu situada no noroeste do lago Úrmia que ficava no território do Reino de Urartu, e então notou que a área tinha uma vegetação muito rica, embora não houvesse rio correndo por ela. Na verdade, foi Rusa I, rei da região, que havia resgatado seu povo da sede e transformado Ulu em uma terra próspera e verde. Goblot acredita que a influência dos Medos e Aquemênidas fez a tecnologia do qanat se difundir de Urartu (no noroeste do Irã e perto da atual fronteira entre o Irã e a Turquia) para todo o planalto iraniano. Uma das formas de implementar a ideia foi a lei Aquemênida que, se alguém construir um qanat  e trazer água subterrânea para a superfície, a fim de cultivar a terra, ou consertar um qanat  abandonado, o imposto que deveria ser pago ao governo seria dispensado não apenas por ele, mas também para seus sucessores até a quinta geração. Seguindo a ordem de Dario, Sílaces, o comandante naval do exército persa, e Cenombiz, o arquiteto real, conseguiram construir um qanat  no oásis de Carga, no Egito. Beadnell acredita que a construção do qanat  remonta a dois períodos distintos: eles foram construídos pela primeira vez pelos persas, e mais tarde os romanos cavaram alguns outros qanats  durante o seu reinado no Egito de 30 a.C. a 395 d.C.  O magnífico templo construído nesta área durante o reinado de Dario mostra que havia uma população considerável dependendo da água dos qanats . Ragerz estimou esta população em 10.000 pessoas. O documento mais confiável confirmando a existência de qanats  naquele tempo foi escrito por Políbio, que afirma que: "os rios estão correndo de todos os lugares na base da Cordilheira Elbruz, e as pessoas transferiram muita água de uma longa distância através de alguns canais subterrâneos, tendo muito gasto e trabalho."

## Período islâmico

No Irã, o advento do período islâmico, que coincidiu com a derrubada do Império Sassânida, e o seu controle pelo Califado Ortodoxo provocou uma profunda mudança nas estruturas religiosas, políticas, sociais e culturais. Mas os qanats  permaneceram intactos, porque a infraestrutura, incluindo os qanats , era de grande importância para os árabes. Como exemplo, M. Lombard relata que durante o período abássida, se estipulou que quem pudesse trazer água para as terras ociosas para cultivar, seu imposto seria dispensado e ele teria direito às terras cultivadas. Portanto, esta política não difere da dos aquemênidas em não receber nenhum imposto das pessoas que reviveram as terras abandonadas. A política de apoio dos árabes aos qanats foi tão bem-sucedida que até a cidade sagrada de Meca também ganhou um qanat . O historiador persa Hamdollah Mostowfi escreve: “Zubaida binte Jafar (esposa do 5.º califa abássida Harune Arraxide) construiu um qanat  em Meca. Após o governo de Harune Arraxide, durante o reinado do 18.º califa abássida Almoctadir, este qanat  foi reabilitado, e novamente foi reconstruído depois que desmoronou durante o reinado de dois outros califas Alcaim e Anácer. Após a era dos califas, este qanat  ficou completamente em ruínas, e a areia do deserto o soterrou, mas mais tarde Amir Choopan (líder de uma tribo Hazaras reparou o qanat  e o fez fluir novamente em Meca.” 
Há também outros textos históricos provando que os abássidas estavam preocupados com os qanata . Por exemplo, de acordo com os "Incidentes do Tempo de Abedalá ibne Tair", escrito por Gardizi, no ano de 830, um terrível terremoto atingiu a cidade de Fergana e reduziu muitas casas a escombros. Os habitantes de Nixapur costumavam ir a Abedalá ibne Tair para pedir-lhe que interviesse, pois eles lutavam por seus qanats  e não encontravam uma instrução ou lei relevante sobre os qanats  para resolver seus problemas nem nas citações do profeta nem nos escritos dos clérigos. Então Abedalá ibne Tair reuniu todos os clérigos de Coração e do Iraque para compilar um livro intitulado Algani (O Livro do Qanat ). Este livro recolheu todas as decisões sobre qanats  que poderiam ser úteis para quem quisesse julgar uma disputa sobre este assunto. Gardizi acrescentou que este livro ainda era aplicável ao seu tempo, e todos faziam referências a este livro.

## Período Pálavi
Durante o período Pálavi, o processo de construção e manutenção dos qanats  continuou. Existia um conselho responsável pelos qanats criado pelo governo. Naquela época, a maioria dos qanats  pertencia aos grandes proprietários. De fato, o feudalismo era o sistema predominante nas regiões rurais. Os camponeses não tinham direito às terras em que trabalhavam, ssendo considerados apenas como os usuários das terras. Eles tiveram que pagar aluguel por terra e água para os proprietários que pudessem financiar todos os procedimentos necessários para manter os qanats , pois eram relativamente ricos. De acordo com o relatório de Safi Asfia, que estava encarregado de supervisionar os qanats  do Irã no antigo regime, no ano de 1942 o Irã tinha 40 000 qanats  com uma descarga total de 600 000 litros por segundo ou 18,2 bilhões de metros cúbicos por ano. Em 1961, outro relatório foi publicado revelando que no Irã havia 30 000 qanats , dos quais apenas 20 000 ainda estavam em uso, com uma produção total de 560 000 lit / se ou 17,3 bilhões de metros cúbicos por ano. Em 1959, um programa de reforma chamado Revolução Branca foi declarado pelo antigo xá. Um dos artigos deste programa abordou a reforma agrária que permitiu aos camponeses apropriarem-se de parte das terras dos latifundiários. De fato, a reforma agrária significou que os proprietários perderam sua motivação para investir mais dinheiro na construção ou reparação dos qanats  que estavam sujeitos à Lei de Reforma do Estado. Por outro lado, os camponeses não podiam obter o dinheiro para manter os qanats, de modo que muitos foram sendo gradualmente abandonados. A introdução de dispositivos modernos, que tornaram possível perfurar muitos poços profundos e extrair água subterrânea muito mais rapidamente, acelerou a destruição dos qanats . Os poços bombeados tiveram um impacto negativo nos qanats  devido à superexploração dos lençóis freáticos. Essas mudanças, que ocorreram no reinado de Mohammad Reza Pahlavi, infligiram grandes danos aos qanats  do país, de modo que muitos deles desapareceriam para sempre.
Nos anos 1984-1985, o ministério da energia fez um recenseamento de 28 038 qanats  cuja descarga total era de 9 bilhões de metros cúbicos. Nos anos 1992-1993 foi feito um censo onde foram registrados 28 054 qanats,  com uma descarga total de 10 bilhões de metros cúbicos. Dez anos depois, em 2002-2003, o número de qanats  foi relatado como sendo de 33 691, com uma descarga total de 8 bilhões de metros cúbicos.
No ano 2000, a realização da Conferência Internacional sobre Qanats,  em Iázide, atraiu muita atenção para os qanats. Em 2005, o governo iraniano e a UNESCO assinaram um acordo para a criação do Centro Internacional de Qanats  e Estruturas Hídricas Históricas (ICQHS), sob os auspícios da UNESCO. A principal missão desse centro é o reconhecimento, transferência de conhecimento e experiências, promoção de informações e capacidades em relação a todos os aspectos da tecnologia de qanats  e estruturas hidráulicas históricas relacionadas. Essa missão tem como objetivo cumprir o desenvolvimento sustentável dos recursos hídricos e a aplicação do resultado das atividades, a fim de preservar os valores históricos e culturais, bem como a promoção do bem público nas comunidades, cuja existência depende da exploração racional dos recursos e preservação de tais estruturas históricas.